# Star Wars Battlefront II (jeu vidéo, 2017)
Pour le jeu vidéo sorti en 2005, voir Star Wars: Battlefront II (jeu vidéo, 2005).
Star Wars Battlefront II (litt. « Front de bataille ») est un jeu vidéo de tir à la première et troisième personne développé par DICE, Criterion Games et Motive Studios, et édité par Electronic Arts. Le jeu sort le 17 novembre 2017 sur Windows, PlayStation 4 et Xbox One.
Il fait suite au jeu vidéo Star Wars Battlefront sorti en 2015. Contrairement à son prédécesseur, ce second volet comporte une campagne. Cette dernière débute après les événements du film Le Retour du Jedi, lorsque la base sidérale de l'Empire galactique, l'Étoile de la Mort II, explose, mettant fin au règne de l'Empereur. Le personnage contrôlé par le joueur, la soldat d'élite de l'Empire Iden Versio, est alors décidée à venger la mort de l'Empereur. Au fil de la campagne, le joueur incarne également d'autres personnages emblématiques de la franchise.
Pour ce qui est du mode multijoueur, vingt-deux personnages connus sont jouables et sont répartis en deux catégories : « Héros » et « Vilains ». Selon le mode de jeu choisi, les combats se déroulent au sol ou dans l'espace, avec la possibilité de piloter plusieurs vaisseaux emblématiques de la franchise.
Le jeu supporte plusieurs contenus téléchargeables additionnels comprenant de nouvelles cartes, des modes de jeu supplémentaires, l'ajout de nouveaux personnages jouables et d'apparences pour ces derniers. De plus, le contenu scénarisé « Résurrection » sort en décembre 2017 et fait la jonction avec la troisième trilogie.
Avant sa sortie, le jeu reçoit un accueil négatif concernant la présence de loot box récupérables sous la forme de microtransactions en cours de jeu, il est alors considéré par certains de pay to win. Cette controverse pousse Electronic Arts à retirer les microtransactions définitivement, et à fortement baisser le prix du jeu. Le système de progression a été fortement repensé.
En juillet 2017, un roman centré sur l'escouade Inferno est publié.

## Trame

### Univers
La galaxie est le théâtre d'affrontements entre les Chevaliers Jedi et les Seigneurs Sith, des personnes sensibles à la Force, un champ énergétique mystérieux leur procurant des pouvoirs psychiques. Les Jedi maîtrisent son côté lumineux pour maintenir la paix dans la galaxie tandis que les Sith utilisent son côté obscur pour à usage personnel et pour dominer la galaxie.
Star Wars Battlefront II se déroule durant les derniers instants de la guerre entre l'Alliance rebelle et l'Empire galactique mené le seigneur Sith, l'Empereur Palpatine / Darth Sidious.

### Généralités et personnages

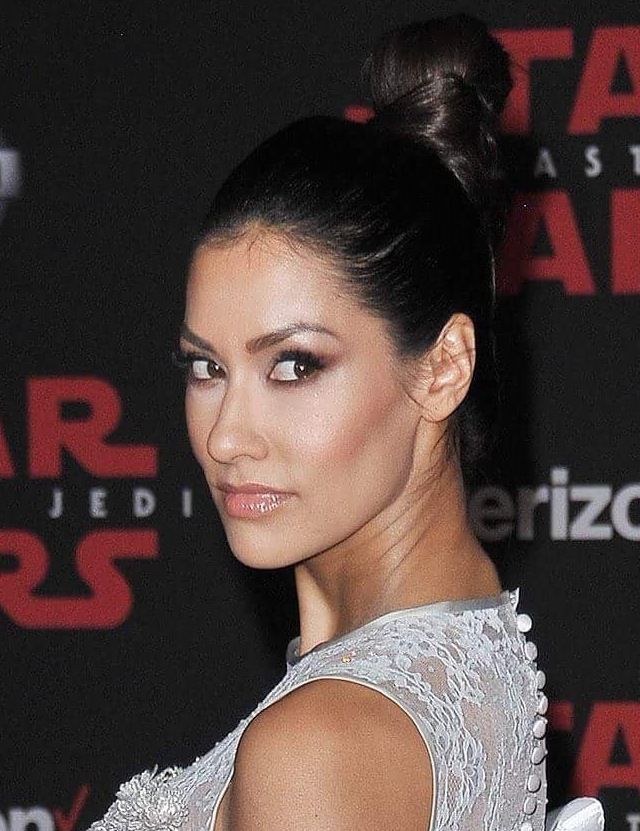
L'actrice Janina Gavankar interprète et prête son visage à Iden Versio, protagoniste du jeu.

Située chronologiquement entre les films Star Wars : Le Retour du Jedi et Star Wars : Le Réveil de la Force, la campagne du jeu se déroule sur une trentaine d'années et met en scène une soldate du nom d'Iden Versio (Janina Gavankar), la commandante d'une unité de soldats d'élite appelée « Escouade Inferno », dont la volonté est de venger la mort de l'Empereur (Sam Witwer) à la suite de la défaite de l'Empire galactique lors de la bataille d'Endor,. La trame suit donc à travers cette escouade l'évolution de l'Empire galactique en ce qui deviendra le Premier Ordre.
Iden Versio répond à son père, l'amiral Garrick Versio (Anthony Skordi (en)). Lors de ses missions, elle est accompagnée de son escouade dont les membres sont Gideon Hask (Paul Blackthorne) et Del Meeko (T.J. Ramini).
La campagne donne la possibilité d'incarner des personnages emblématiques de l'univers de Star Wars. Le Jedi Luke Skywalker (Matthew Mercer) lors d'une rencontre avec l'un des membres de l'équipe Inferno ; Lando Calrissian (Billy Dee Williams), généralement accompagné de Shriv (Dan Donohue), est présent durant l'histoire et est jouable lors d'une mission mettant en scène le duo qui enquêtent sur une cache d'armes impériale cachée sur Sullust, ; Leia Organa qui se trouve à Theed, capitale de Naboo, afin de réactiver les défenses de la planète ; Han Solo (John Armstrong) est à la recherche d'un déserteur de l'Empire, ; Tandis que Kylo Ren (Roger Craig Smith / Matthew Wood,) cherche la carte menant à Luke Skywalker,.
Parmi les personnages connus de la franchise qui apparaissent au cours de l'histoire, on aperçoit notamment l'amiral Ackbar (Tom Kane) ou encore Maz Kanata (Grey Griffin).

### Résurrection
Par la suite, le contenu Résurrection, situé entre Star Wars, épisode VII : Le Réveil de la Force et Star Wars, épisode VIII : Les Derniers Jedi, nous raconte l’histoire de la fille d’Iden Versio, qui décide de rejoindre la Résistance afin d'arrêter le Premier Ordre.

## Système de jeu

### Campagne
Le joueur à le choix entre la vue à la première et celle à la troisième personne. Iden dispose d'un droïde qui peut l'aider lors des diverses missions. Celui-ci et Iden elle-même pourront être améliorés au fil du jeu.
Le personnage peut également manier plusieurs vaisseaux.

### Multijoueur
Le multijoueur couvre quant à lui toutes les périodes apparaissant dans les films de Star Wars, de la Prélogie en passant par la trilogie originale jusqu'aux films les plus récents. Il offre la possibilité de mener des combats en tant que membre de diverses armées, l'armée de la République s'opposant à celle des Séparatistes, l'armée de l'Empire en confrontation avec la Rébellion et la Résistance, hostile à l'armée du Premier Ordre. Le jeu permet également d'incarner des personnages emblématiques de l'univers de Star Wars tels que Dark Maul, Yoda, Luke Skywalker, Rey, Kylo Ren et plus encore. Les joueurs pourront aussi piloter des véhicules emblématiques comme, le Faucon Millenium, le vaisseau de Yoda ou encore le X-Wing de Luke Skywalker ou celui de Poe Dameron,. Les parties au sol peuvent accueillir 40 joueurs maximum, tandis que les batailles spatiales accueillent 24 joueurs accompagnés de 40 IA, le nombre de joueurs s'élevant donc à 64[réf. nécessaire],. Le jeu dispose d'un système de classe, à l'instar des anciens jeux Battlefront, dont les 4 principales sont  : Officier, Commando, Soldat lourd et Spécialiste[réf. nécessaire]. Il sera possible d'améliorer son soldat pour chaque classe, ainsi que les héros et les vaisseaux.
|                                                                                            |  |  |
| De Rey à Boba Fett, le jeu propose de contrôler des personnages des différentes trilogies. |  |  |

Le multijoueur présente de nombreux modes de jeux tels que  « Assaut Galactique » où deux équipes s'affrontent dans différents lieux emblématiques de la saga en remplissant différents objectifs, le mode « Affrontement Héroïque » dans lequel deux équipes s'affrontent en quatre contre quatre, en incarnant les plus célèbres héros des films Star Wars, le mode « Assaut des Chasseurs » où deux équipes s'affrontent dans l'espace à bord de différents types de vaisseaux spatiaux, il y a également le mode « Escarmouche » ou les joueurs prennent part à d'intenses combats rapprochés, et enfin le mode « Frappe » dans lequel deux équipes de huit joueurs se battent dans le but de remplir des objectifs. Un nouveau grand mode de jeu intitulé « Suprématie Capitale » a été ajouté le 26 mars 2019, il reprend le principe du mode « Conquête » de Star Wars: Battlefront II. Deux planètes issues de la prélogie sont ajoutées, Géonosis et Kashyyyk, et spécialement retravaillées afin de s'adapter à la mécanique du nouveau mode de jeu.
De nombreuses planètes et lieux emblématiques de l'univers de Star Wars sont présents dans le jeu comme Naboo, Kamino, Kashyyyk, Hoth, Endor, Yavin 4, la Seconde Étoile de la Mort, la nouvelle planète Vardos, Mos Eisley, Takodana, la Base Starkiller mais aussi Ajan Kloss. D'autres lieux sont ajoutés via les contenus gratuits, tel que la planète Bespin ou encore le palais de Jabba sur la planète Tatooine et la planète Kessel vue dans le film Solo: A Star Wars Story.
Au lancement, les héros jouables sont Luke Skywalker, Leia Organa, Han Solo, Chewbacca, Lando Calrissian, Yoda (Tom Kane) et Rey (Daisy Ridley), tandis que les vilains jouables sont Dark Vador (Matt Sloan (en)), Empereur Palpatine (Sam Witwer), Boba Fett (Temuera Morrison), Bossk (Dee Bradley Baker), Iden Versio, Dark Maul (Sam Witwer), et Kylo Ren. Sont par la suite ajoutés : Finn (John Boyega), Capitaine Phasma (Gwendoline Christie), Obi-Wan Kenobi (James Arnold Taylor), Anakin Skywalker (Matt Lanter), General Grievous (Matthew Wood), Comte Dooku (Corey Burton), BB-8, et BB-9E.

### Arcade
Le troisième mode du jeu est le mode Arcade, ce mode ayant la particularité de ne pas nécessiter une connexion internet. Les joueurs ne disposant donc pas d'une connexion suffisante pour jouer en ligne au mode multijoueur, peuvent donc jouer à ce mode. Il présente différents modes de jeux ainsi que des scénarios de bataille à remplir afin de gagner des récompenses, en terminant des défis. Cependant, la taille des cartes est fortement réduite.

## Développement

### Annonce
Le 31 janvier 2017, Electronic Arts annonce qu'un prochain jeu ancré dans l'univers de Star Wars est en développement entre trois studios : DICE, Motive Studios et Criterion Games. DICE se charge de développer le multijoueur et la partie technique du jeu, tandis que Criterion Games assure les batailles spatiales. Le studio canadien Motive Studios réalise de son côté la campagne de Star Wars Battlefront II en partenariat avec Lucasfilm et, par la même occasion, développe son premier jeu depuis sa fondation en 2015.
Le 15 avril 2017, lors de la Star Wars Celebration, un rassemblement est organisé par Lucasfilm, l'éditeur Electronic Arts dévoile une première bande-annonce du jeu, alors intitulée Star Wars Battlefront II.
Lors de l'EA Play, EA présente la première bande-annonce de gameplay du jeu et une diffusion en direct d'un session de jeu sur la carte Theed, la capitale de la planète Naboo, dans le mode « Assaut Galactique », à l'époque de la prélogie. Il est annoncé lors de la conférence une gratuité du contenu téléchargeable lié aux extensions pour tous le joueurs de Battlefront II, à la différence du précédent jeu.
Lors de l'exposition D23 à Anaheim en juillet 2017, l'éditeur dévoile une vidéo « behind the scenes » concernant la création de la campagne solo et les différents membres de l'escouade « Inferno ». L'interprète de Finn, John Boyega, fait une apparition durant l'évènement, dévoilant au passage quelques secondes de gameplay d'une bataille spatiale.
Le jeu sort le 17 novembre 2017 sur Windows, PlayStation 4 et Xbox One, il est préalablement disponible le 14 novembre 2017 pour les acheteurs de l'édition Deluxe.

### Contenus téléchargeables

#### Les Derniers Jedi
En décembre 2017 sort la première saison, en lien avec Star Wars, épisode VIII : Les Derniers Jedi. Elle offre la possibilité de jouer avec les personnages de Finn et du capitaine Phasma, d'exploirer les cartes D’qar et Crait, ainsi que d'utiliser le vaisseau RZ-2 A.

#### Solo
.

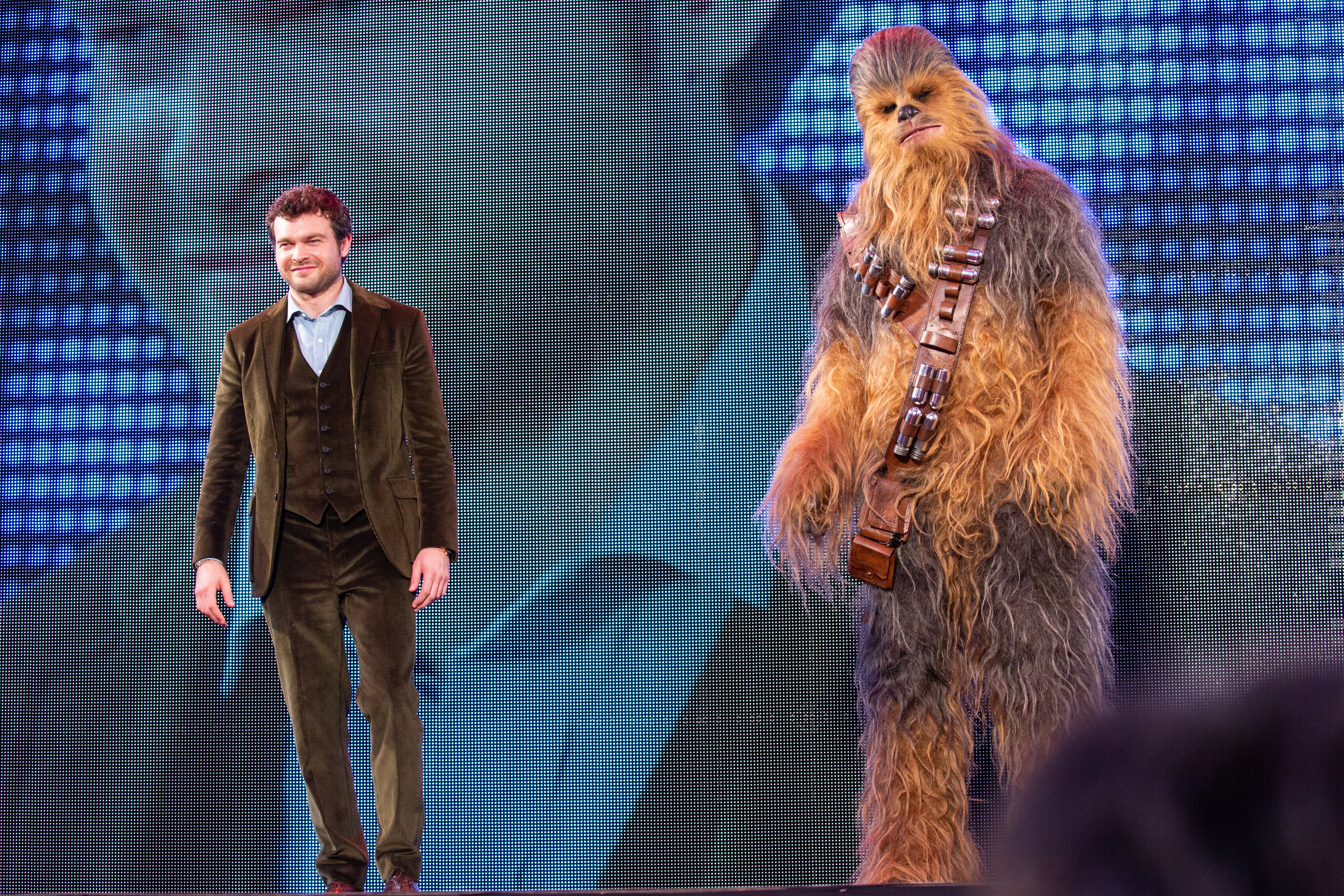
Cette saison est en lien avec la sortie du film Solo: A Star Wars Story

En mai 2018, sort la seconde saison titrée Han Solo et qui est liée à la sortie du film Solo: A Star Wars Story. Cette première part ajoute la carte le Palais de Jabba, le mode confrontation de héros, des apparences tirées du film Le Retour du Jedi pour Lando Calrissian et Leia Organa, ainsi que l'ajout pour le mode Arcade personnalisée de combats spatiaux. La deuxième partie de la saison disponible en juin 2018 ajoute du contenu directement lié au film. Ainsi, le Faucon Millenium se voit doté d'une nouvelle apparence, Chewbacca a les lunettes qu'il porte durant le film, tandis qu'Alden Ehrenreich et Donald Glover sont les nouvelles apparences des personnages d'Han Solo et de Lando Calrissian. Enfin, cette mise à jour offre la possibilité de parcourir  la carte Mines de coaxium de Kessel et d'essayer le mode Extraction.

#### The Clone Wars

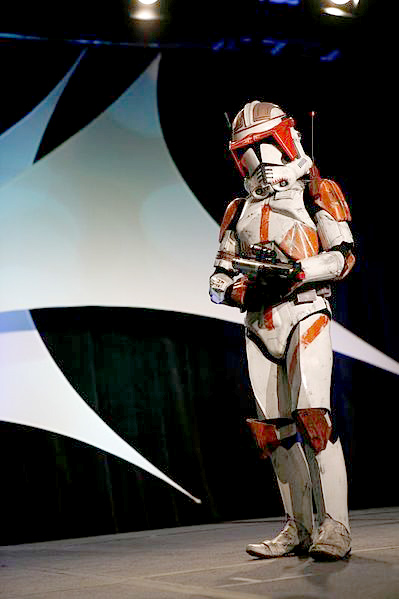
Les soldats clones sont mis en avant durant cette saison.

Lors de la conférence de l'EA Play à l'E3, qui s'est déroulée début juin 2018 à Los Angeles, Dennis Brännvall, le directeur de design chez DICE, a confirmé que le DLC très attendu sur Clone Wars allait arriver dans la mise à jour prévue au mois de juillet. Au programme, un nouveau mode de combats spatiaux avec les vaisseaux de héros, l'ajout d'un nouveau système d'escouade, mais aussi une nouvelle carte, la planète de Star Wars, épisode II : L'Attaque des clones : Géonosis. Les personnages jouables sont également confirmés, on retrouve ainsi le Général Grievous, les Jedi Obi-Wan Kenobi et Anakin Skywalker, ainsi que le seigneur sith Comte Dooku, chacun retrouvant son interprète de la série,. Brännvall a également précisé que ce sera la planète la plus grande jamais réalisé sur Battlefront.
Le 21 août 2018 sortent des skins de Soldats clones pour teaser leur prochaine saison sur Star Wars, épisode II : L'Attaque des clones et la série Star Wars: The Clone Wars.[réf. nécessaire]
Le 26 mars 2019, le mode Suprématie Capitale est ajouté. Dans ce mode, deux équipes d'une vingtaine de joueurs, chacune disposant d'une douzaine de personnages contrôlés par l'intelligence artificielle, s'affront au sol puis au sein d'un vaisseau amiral. En avril, la planète Kashyyyk est disponible, suivie par la planète Kamino en mai et la planète Naboo en juin,. Le 26 juin 2019, les Droïdekas et le tank TX-130 sont ajoutés.
Le 25 septembre 2019, la saison ajoute la mise à jour Coopération, qui comprend les commandos clones, la planète Felucia, les modes de jeux Action instantanée et Coopération, ainsi que l'apparence de fermier pour Luke Skywlaker, aperçue dans Un nouvel espoir.

#### L'Ascension de Skywalker
Le 5 décembre 2019, un contenu payant se nommant « Mise à niveau Star Wars Battlefront II : Édition Célébration » est disponible. Il comporte toutes les apparences de héros dont une apparence pour Rey, Finn et Kylo Ren inspirées de L'ascension de Skywalker, qui sont toutes les trois disponibles à partir du 17 décembre, plus de 125 apparences de soldat et de renforts, plus de 100 emotes et répliques de héros et de soldat ainsi que plus de 70 poses de victoire de héros et de soldat.

## Accueil

### Controverse liée aux micro-transactions
Le titre est le centre d'une controverse dans le cadre de la présence de loot box récupérables sous la forme de microtransactions en cours de jeu,,. Plusieurs journalistes relèvent le fait que donner la possibilité aux joueurs d'acheter, à l'aide d'argent réel, des objets en jeu apporte un avantage sur les autres joueurs, faisait du jeu un pay to win, malgré la nécessité d'acheter le jeu pour pouvoir y jouer,,,. Au Luxembourg, le jeu est classé comme « jeu d’argent ».
Certains sites web d'actualité vidéoludique comme Jeuxvideo.com ou Gamekult sanctionnent le jeu dans leurs tests en partie à cause de la présence de ces micro-transactions,. Le 26 novembre 2017, une pétition demande à Disney d'arrêter son contrat pluriannuel d'exclusivité avec Electronic Arts en raison des loot boxs de Star Wars Battlefront II.
Finalement, Electronic Arts recule sous la pression des joueurs et annonce le jour de la sortie du jeu un retrait temporaire des microtransactions,.
Grâce à des mises à jour en mars et avril 2018, DICE décide de sortir un nouveau mode de jeu dans lequel l’argent ne permet que de débloquer de nouvelles apparences pour les héros aussi disponibles avec la monnaie interne du jeu, et de nombreuses mises à jour vont suivre afin de corriger les bugs et erreurs de programmations,.
En 2019, le Livre Guinness des records a gratifié Electronic Arts d'un record du bouton le plus voté négativement sur Reddit, où l'équipe de relation publiques avait dans un premier temps essayé de défendre la politique de l'éditeur.

## Contenus Liés
En juillet 2017, un roman centré sur l'Escouade Inferno est publié. L'ouvrage est écrit par Christie Golden et se déroule entre les évènements du film Rogue One sorti en 2016 et ceux du jeu.